# Ipotesi solutreana

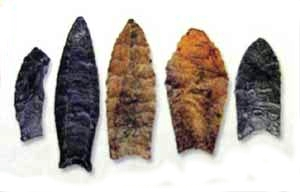
Esempi di forme di punte litiche di Clovis e altre paleoindiane, marcatori di culture archeologiche del Nord America

L'ipotesi solutreana sul popolamento delle Americhe asserisce che degli europei potrebbero essere stati tra i primi colonizzatori delle Americhe. I suoi proponenti includono Dennis Stanford dello Smithsonian Institution e Bruce Bradley dell'Università di Exeter. Questa ipotesi contrasta con l'ortodossia archeologica tradizionale che il continente nordamericano sia stato popolato da persone provenienti dall'Asia, o mediante il ponte continentale di Bering (cioè la Beringia) 11.500 anni a.C., o mediante un viaggio marittimo lungo la costa pacifica, o mediante entrambi.
Secondo l'ipotesi solutreana, il popolo della cultura solutreana, tra 21.000 anni a.C. e 17.000 anni a.C., nell'Europa dell'era glaciale migrò in Nord America in barca lungo la banchisa dell'Oceano Atlantico settentrionale. Essi portarono con sé i loro metodi di fabbricazione di utensili litici, che rimasero inutilizzati per circa sei millenni (perché non esistevano giacimenti di selce sulla banchisa)  e furono poi miracolosamente recuperati al momento del loro arrivo sul continente nordamericano
, circa 11.500 anni a.C., fornendo la base per la successiva (circa 11.000 anni a.C) tecnologia Clovis che si diffuse in tutto il Nord America. L'ipotesi si basa sulle somiglianze tra le tecnologie litiche del Solutreano europeo e di Clovis.
I sostenitori dell'ipotesi solutreana si riferiscono a recenti ritrovamenti archeologici come quelli presso Cactus Hill in Virginia, Meadowcroft Rockshelter in Pennsylvania e Miles Point in Maryland come prove di una fase transitoria tra la tecnologia litica solutreana e quella che divenne la tecnologia Clovis.
Nel 2009, l'antropologo David J. Meltzer criticò l'ipotesi, affermando: "Pochi archeologi, ammesso che ve ne siano — o, in quanto a ciò, genetisti, linguisti o antropologi fisici —, prendono seriamente l'idea di una colonizzazione solutreana dell'America."

## Caratteristiche

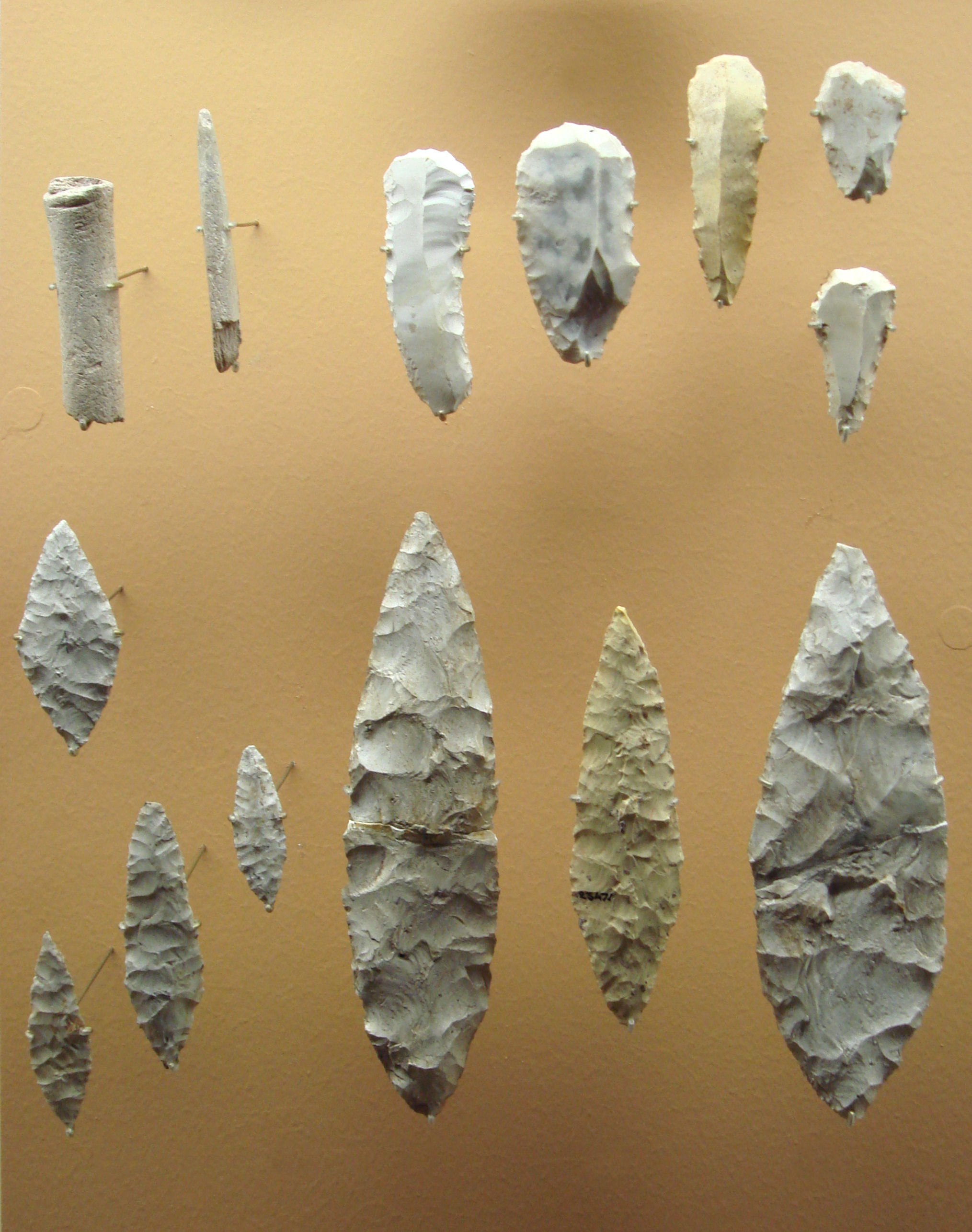
Utensili solutreani, 22.000–17.000 BP, Crôt du Charnier, Solutré-Pouilly, Saône-et-Loire, Francia

La cultura solutreana si sviluppò nelle attuali Francia, Spagna e Portogallo,  fra 21.000 anni a.C e 17.000 anni a.C.. La fabbricazione di utensili di pietra di questo periodo è caratterizzata da punte bifacciali, scheggiate mediante percussione e pressione. L'industria solutreana della fabbricazione degli utensili scomparve dall'Europa intorno a 19.000 anni fa, sostituita dalla tecnologia litica della cultura magdaleniana.
Gli utensili di Clovis sono caratterizzati da un tipo distintivo di punta di lancia, noto come la punta di Clovis. Le punte solutreane e di Clovis hanno effettivamente tratti comuni: le punte sono sottili e bifacciali, ed entrambe usano la tecnica "outrepassé", o di scheggiatura sporgente, che riduce rapidamente lo spessore di un bifacciale senza ridurne la larghezza. La punta di Clovis differisce da quella solutreana in quanto alcune del primo tipo hanno la scanalatura, che si riferisce al lungo solco scavato nel bordo inferiore di una punta per aiutare ad attaccarla alla testa di una lancia. La scanalatura bifacciale descrive le lame sulle quali questa caratteristica appare su entrambi i lati.
La tecnologia di fabbricazione degli utensili di Clovis appare nella registrazione archeologica in gran parte del Nord America tra 11.500 anni a.C. e 10.800 anni a.C..

## Attraversamento dell'Atlantico

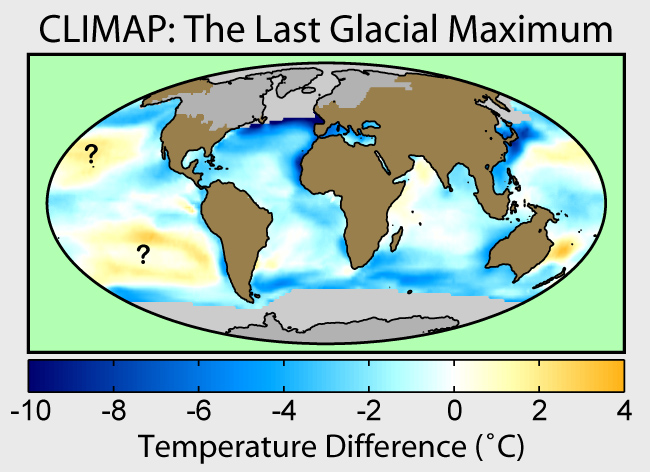
Le temperature dell'acqua durante l'ultimo massimo glaciale, secondo il CLIMAP.

L'ipotesi solutreana teorizza che gli europei dell'era glaciale potrebbero avere attraversato l'Oceano Atlantico settentrionale lungo il bordo della banchisa che si estendeva dalla costa atlantica della Francia al Nord America durante l'Ultimo massimo glaciale. Il modello postula che i primi abitanti possano aver fatto l'attraversamento in piccole barche, usando abilità simili a quelle dei moderni Inuit: tirare in secco le imbarcazioni sui lastroni di ghiaccio galleggianti di notte; raccogliere acqua dolce dagli iceberg che si sciolgono o dalle parti della banchisa congelatesi per prime; cacciare foche e pesci per cibo; e usare grasso di foca come combustibile per il riscaldamento. Tra le altre prove, i sostenitori dell'ipotesi citano la scoperta nel corredo degli utensili solutreani di aghi di osso usati per cucire indumenti impermeabili da pelli animali simili a quelli ancora in uso tra i moderni Inuit.

## Ricerche genetiche

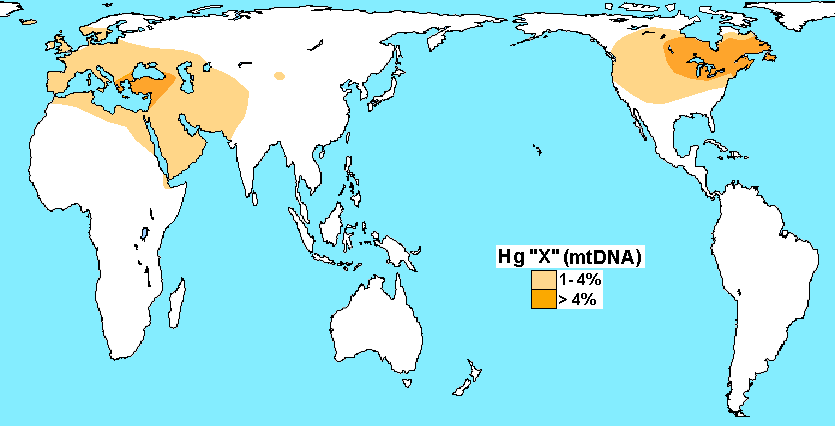
Distribuzione dell'aplogruppo X, più forte in Anatolia, Europa e nella costa nordorientale dell'America.

I sostenitori dell'ipotesi solutreana sottolineano la presenza dell'aplogruppo X, la cui distribuzione globale è più forte in Anatolia e nel nordest dell'America, uno schema che essi sostengono sia coerente con la loro posizione. Michael Brown in un articolo del 1998 identificò questo come prova di una possibile popolazione fondatrice caucasica di primi americani che si diffondevano dalla costa nordorientale.
Tuttavia, un articolo del 2008 pubblicato sull'American Journal of Human Genetics di ricercatori in Brasile sollevò un argomento contro la soluzione solutreana. "I risultati sostengono fortemente l'ipotesi che l'aplogruppo X, insieme agli altri quattro principali aplogruppi mtDNA, facesse parte del corredo genetico di un'unica popolazione fondatrice nativa americana; perciò essi non sostengono i modelli che propongono migrazioni indipendenti dagli aplogruppi, come la migrazione dall'Europa posta dall'ipotesi solutreana."
Un articolo nel numero di gennaio 2012 dell'American Journal of Physical Anthropology tende a portare argomenti contro la teoria solutreana su basi genetiche. Ricercatori in Italia sostenevano che il C4c distintamente asiatico e il discusso X2a avessero "storie genetiche parallele". La sintesi di questo articolo afferma anche che "[l]e somiglianze nelle età e nelle distribuzioni geografiche per il lignaggio del C4c e quello precedentemente analizzato dello X2a forniscono sostegno allo scenario di un'origine duale per i Paleoindiani. Tenendo conto che il C4c è profondamente radicato nella porzione asiatica della filogenesi dell'mtDNA ed è indubbiamente di origine asiatica, la scoperta che il C4c e l'X2a siano caratterizzati da storie genetiche parallele liquida definitivamente la controversa ipotesi di una rotta glaciale atlantica di entrata in Nord America."
Un'analisi genetica del 2014 pubblicata sulla rivista Nature riferì che il DNA dello scheletro di un ragazzo risalente a 22.000 anni a.C. portato alla luce in Siberia centrale forniva prove genetiche mitocondriali, cromosomiche Y e autosomiche che suggeriscono che fra il 14 e il 38% dell'ascendenza nativa americana si origina da un'antica popolazione eurasiatica occidentale. Il genoma mitocondriale dello scheletro dell'era Mal'ta era apparteneva all'aplogruppo U mtDNA, che è stato trovato con grandi frequenze anche tra i cacciatori-raccoglitori europei mesolitici. Gli autori affermano che i loro ritrovamenti hanno quattro implicazioni, la terza delle quali è così descritta: "tale presenza a est in Asia di una popolazione imparentata con Eurasiatici occidentali contemporanei fornisce una possibilità che le caratteristiche craniche non asiatiche dei Primi Americani siano derivate dal Vecchio Mondo via migrazione attraverso la Beringia, piuttosto che da un viaggio transatlantico dall'Iberia come proposto dalla soluzione solutreana".
Il ragazzo Mal'ta aveva l'aplogruppo R1* YDNA, che è comune sia agli europei sia ai nativi americani. L'aplogruppo R1 (Y-DNA) è il secondo alotipo Y più predominante trovato tra gli amerindi indigeni dopo il Q (Y-DNA). La distribuzione di R1 si crede associata al ripopolamento dell'Eurasia in seguito all'ultimo massimo glaciale. Una teoria avanzata è che esso sia entrato nelle Americhe con la popolazione fondatrice. Una seconda teoria è che esso sia stato introdotto durante la colonizzazione europea. R1 è molto comune in tutta l'Eurasia eccetto l'Asia orientale e l'Asia sudorientale. R1 (M173) si trova predominantemente in gruppi nordamericani come gli Ojibwe (79%), i Chipewyan (62%), i Seminole (50%), i Cherokee (47%), i Dogrib (40%) e i Tohono O'odham (Papago) (38%).
Nel 2014, fu sequenziato il DNA autosomico di un neonato di 12.500 anni proveniente dal Montana. Il DNA fu preso da uno scheletro designato Anzick-1, trovato in stretta associazione con parecchi manufatti di Clovis. I confronti mostrano forte affinità con il DNA proveniente da siti siberiani, e il rapporto affermava che "In accordo con i precedenti studi archeologici e genetici la nostra analisi del fenoma confuta la possibilità che Clovis si sia originata attraverso una migrazione europea (solutreana) nelle Americhe." Il DNA mostrava forti affinità con tutte le popolazioni native americane, il che indicava che tutte loro derivano da un'antica popolazione che viveva nella o vicino alla Siberia, la popolazione Mal'ta del Paleolitico Superiore. L'aplogruppo Y Anzick-1 è Q.
Un rapporto del 2015 rivalutò le prove del DNA. Affermando la possibilità che possano essere scoperte prove che sostengono una migrazione transatlantica, lo studio asserisce che "lo X2a non è stato trovato in alcuna parte dell'Eurasia, e la filogeografia non ci dà una ragione convincente per pensare che sia più probabile venire dall'Europa che dalla Siberia. Inoltre, l'analisi del genoma completo dell'uomo di Kennewick, che appartiene al lignaggio più basale dello X2a identificato finora, non dà nessuna indicazione di un'ascendenza europea recente e sposta la localizzazione del ramo più profondo dello X2a alla Costa Occidentale, coerentemente con l'appartenenza dello X2a alla stessa popolazione ancestrale degli altri aplogruppi mitocondriali fondatori. Né alcuno studio ad alta risoluzione dei dati a livello del genoma provenienti dalle popolazioni native americane ha fornito una qualsiasi prova di un'ascendenza europea pleistocenica o di un flusso di geni transatlantico".

## Contestazioni
L'ipotesi solutreana è contestata per i grandi divari temporali tra l'era di Clovis e quella solutreana, per la mancanza di prove di viaggi per mare solutreani, per la mancanza di specifiche caratteristiche e utensili solutreani nella tecnologia di Clovis, per le difficoltà della rotta e per altre questioni.
Arthur J. Jelinek, un antropologo che aveva rilevato somiglianze tra lo stile solutreano e quello di Clovis in uno studio del 1971, osservò che la grande separazione geografica e temporale delle due culture rendeva improbabile un collegamento diretto, dal momento che le date dei siti transitori proposti e il periodo solutreano in Europa si sovrappongono solo agli estremi. Egli sostenne anche che l'attraversamento dell'Atlantico con i mezzi disponibili all'epoca sarebbe stato difficile, se non impossibile. L'opinione è condivisa da Lawrence G. Straus, che scrisse che "non vi sono rappresentazioni di barche e nessuna prova di sorta né di viaggi per mare né della capacità di sostentarsi principalmente o esclusivamente con l'oceano durante il Solutreano". Straus portò alla luce manufatti solutreani lungo quella che è ora una linea costiera in Cantabria, che era in qualche modo nell'entroterra durante l'epoca solutreana. Egli trovò conchiglie e pesci di estuario presso i siti, ma nessuna prova che fossero state sfruttate risorse in alto mare. I fautori dell'ipotesi affermano che le linee costiere storiche dell'Europa occidentale e del Nord America orientale durante l'ultimo massimo glaciale sono ora sott'acqua e, così, le prove di viaggi per mare dell'era solutreana possono essere state cancellate o sommerse.
Un'altra contestazione all'ipotesi solutreana implica la scarsità delle prove non tecnologiche del tipo che ci aspetteremmo di trovare trasmesse da est a ovest; i dipinti rupestri di un certo tipo associato alla Grotta di Altamira in Spagna, ad esempio, sono senza uno stretto parallelo nel Nuovo Mondo. In risposta, Bradley e Stanford obiettarono che era "un sottoinsieme molto specifico dei Solutreani che formò il gruppo progenitore che si adattò a un ambiente marittimo e alla fine riuscì ad attraversare il fronte glaciale nord atlantico per colonizzare la costa orientale delle Americhe" e che questo gruppo potrebbe non aver esibito l'intera gamma dei tratti culturali solutreani. Un pezzo di osso intagliato raffigurante un mammut trovato vicino al sito dell'uomo di Vero in Florida fu datato tra il 20.000–13.000 BP. Esso è descritto essere probabilmente il più antico oggetto d'arte finora trovato nelle Americhe e fornisce  speranze ai fautori dell'ipotesi solutreana. La storica dell'arte Barbara Olins ha confrontato l'intaglio di Vero con i disegni e le incisioni "franco-cantabriche" di mammut. Ella nota che i San dell'Africa meridionale svilupparono una maniera realistica di rappresentare gli animali simile allo stile "franco-cantabrico", accennando che tale stile avrebbe potuto evolversi in Nord America indipendentemente.
Uno studio del 2008 su dati oceanografici relativi al periodo temporale in questione, i cui coautori erano Kieran Westley e Justin Dix, concluse, tuttavia, che "è chiaro dai dati paleoceanografici e paleoambientali che l'Ultimo massimo glaciale (UMG) nel Nord Atlantico non si adatta alle descrizioni fornite dai proponenti dell'ipotesi atlantica solutreana. Sebbene l'uso del ghiaccio e la caccia ai mammiferi marini possano essere stati importanti in altri contesti, in questo caso, le condizioni militano contro una popolazione europea che raggiunge le Americhe seguendo il bordo del ghiaccio e adattandosi al mare." Basandosi sulla localizzazione della piattaforma glaciale al tempo del presunto attraversamento atlantico, essi sono scettici che un viaggio transoceanico verso il Nord America, anche ammettendo l'uso giudizioso dei ghiacciai e dei lastroni di ghiaccio galleggianti come punti di sosta temporanei e sorgenti di acqua dolce, sarebbe stato fattibile per persone dell'era solutreana.
Il libro del 2012 Across Atlantic Ice: The Origin of America's Clovis Culture ("Attraverso il ghiaccio atlantico: l'origine della Cultura Clovis dell'America") di Stanford e Bradley valutò criticamente le prove presentate nel loro primo libro e le trova poco convincenti. Le date al radiocarbonio dei presunti siti archeologici pre-Clovis presentate da Stanford e Bradley erano considerevolmente anteriori in Nord America, precedendo la cultura solutreana in Europa di 5–10.000 anni. Per tali ragioni, il libro riesaminò e rivide le precedenti formulazioni dell'ipotesi solutreana, ricevendo una significativa attenzione mediatica, ma recensioni eterogenee da parte di altri archeologi professionisti, come testimonia un articolo di O'Brien e altri uscito nel 2014.
Nel 1970 un utensile di pietra, un'ascia da pugno bifacciale, che in seguito Stanford e Bailey suggerirono che assomigliava agli utensili di pietra solutreani, fu dragata dal motopeschereccio a strascico Cinmar al largo della costa orientale della Virginia, in un'area che sarebbe stata terraferma anteriormente alla risalita dei livelli del mare dell'epoca pleistocenica. L'utensile fu presumibilmente trovato nello stesso carico dragato che conteneva i resti di un mastodonte. Le zanne del mastodonte furono in seguito datate a un'età di 22.000 anni. In aggiunta parecchi siti archeologici sulla penisola di Delmarva con una suggestiva, ma non definitiva, datazione tra 16.000 e 18.000 anni sono stati scoperti da Darrin Lowery dell'Università del Delaware. Questi fattori portarono Stanford e Bradley a reiterare nel 2014 la loro difesa accademica dei popoli pre-Clovis in Nord America e il loro possibile collegamento con gli Europei del Paleolitico.
Ci sono due punti di disputa basilari concernenti il bifacciale di Cinmar. Uno è se la sua associazione con i resti del mastodonte sia significativa, e l'altro riguarda l'affermazione di Stanford e Bradley che il bifacciale sia pre-Ultimo massimo glaciale (UMG) e non possa essere tardo preistorico, in quanto essi avevano respinto quella possibilità "attraverso un'estensiva valutazione di collezioni provenienti dalla fascia costiera orientale nella quale non fu identificata nessun bifacciale simile proveniente da un qualsiasi contesto post-UMG". Un rapporto nel numero di gennaio 2015 di American Antiquity passò in rassegna la letteratura e concluse "che le duplici asserzioni che tali forme di punte siano rare e al tempo stesso non risalgano a contesti post-UMG non possono essere sostenute". Lo stesso rapporto esaminava anche i 13 manufatti che si asseriva fossero più vecchi di 22.000 anni BP, trovando che erano "indistinguibili dalle bipunte visivamente identiche provenienti da contesti olocenici in tutta la fascia costiera orientale," e concludendo: "La diffusa distribuzione di queste punte, le loro ben consolidate associazioni cronologiche e storico-culturali e la riferita associazione con lo sfruttamento marino/sottomarino, ci portano a concludere che non ci sia nessuna ragione per considerare le bipunte provenienti dalla penisola di Delmarva, dal New England, dalla Piattaforma Continentale – o in realtà da qualsiasi parte del Nord America orientale — come necessariamente derivate dalla cultura solutreana o come necessariamente 'più vecchie di Clovis', quanto piuttosto un distinto 'schema culturale' pre-Clovis'." (Collins et al. 2013.)

### Articoli di riviste accademiche
- Brown, M.D., Hosseini, S.H., Torroni, A., Bandelt, H.J., Allen, J.C., Schurr, T.G., Scozzari, R., Cruciani, F. e Wallace, mtDNA haplogroup X: An ancient link between Europe/Western Asia and North America?, in American Journal of Human Genetics, vol. 63, n. 6, Dec 1998,  pp. 1852-61, DOI:10.1086/302155, PMC 1377656, PMID 9837837.
- E.F. Greenman, The Upper Palaeolithic and the New World, in Current Anthropology, vol. 4, 1963,  pp. 41-66, DOI:10.1086/200337.
- Hibben, Frank C., "Prehistoric Man in Europe," University of Oklahoma Press, Norman, 1958.
- Jablonski, Nina G., "The First Americans: The Pleistocene Colonization of the New World," University of California Press, 2002
- Reidla, Maere, Kivisild, Toomas, Metspalu, Ene, Kaldma, Katrin, Tambets, Kristiina, Tolk, Helle-Viivi, Parik, Jüri, Loogväli, Eva-Liis, Derenko, Miroslava, Malyarchuk, Boris, Bermisheva, Marina, Zhadanov, Sergey, Pennarun, Erwan, Gubina, Marina, Golubenko, Maria, Damba, Larisa, Fedorova, Sardana, Gusar, Vladislava, Grechanina, Elena, Mikerezi, Ilia, Moisan, Jean-Paul, Chaventré, André, Khusnutdinova, Elsa, Osipova, Ludmila, Stepanov, Vadim, Voevoda, Mikhail, Achilli, Alessandro, Rengo, Chiara, Rickards, Olga e De Stefano, Gian Franco, Origin and Diffusion of mtDNA Haplogroup X, in Am J Hum Genet, vol. 73, n. 5, November 2003,  pp. 1178-1190, DOI:10.1086/379380, PMC 1180497, PMID 14574647.
- Stanford, Dennis, and Bruce Bradley. 2002. "Ocean Trails and Prairie Paths? Thoughts About Clovis Origins." In The First Americans: The Pleistocene Colonization of the New World, Nina G. Jablonski (ed.), pp. 255–271. San Francisco: Memoirs of the California Academy of Sciences, No. 27.
- Dennis Stanford e Bruce Bradley, The North Atlantic ice-edge corridor: a possible Palaeolithic route to the New World, in World Archaeology, vol. 36, n. 4, 2004,  pp. 459-478, DOI:10.1080/0043824042000303656.
- Dennis Stanford e Bruce Bradley, The Solutrean-Clovis connection: reply to Straus, Meltzer and Goebel, in World Archaeology, vol. 38, n. 4, 2006,  pp. 704-714, DOI:10.1080/00438240601022001.
- Lawrence G. Straus, Solutrean Settlement of North America? A Review of Reality, in American Antiquity, vol. 65, n. 2, 2000,  pp. 219-226, DOI:10.2307/2694056, JSTOR 2694056.
- Strauss, Lawrence G et al. 1990, 'The LGM in Cantabrian : Spain: the Solutrean', in Soffer and Gamble (eds.) The world at 18,000 bp: high latitudes, pp. 89–108. Unwin Hyman.